# Santo Stefano del Sole
Santo Stefano del Sole è un comune italiano di 2 060 abitanti della provincia di Avellino in Campania.

## Storia
L'origine antichissima del nucleo urbano è confermata dal rinvenimento di tracce di una frequentazione neolitica su località Piano della guardia e Macchie, di un insediamento sannitico in località Castelluccio e di una villa romana.
All'incremento demografico del paese sembra aver contribuito lo spopolamento del borgo di Castel Serpico, di origine pre-romana.
Infatti, l'origine del primo agglomerato urbano stabile di Santo Stefano del Sole viene fatta risalire intorno all'anno 1000, quando i Serpiceti, una popolazione che viveva esclusivamente di pastorizia e agricoltura, si recavano quotidianamente a lavorare la terra nei territori di Castel Serpico, bagnati da corsi d'acqua come il torrente Futo  ed il fiume Sabato. Quindi, dovendo poi ripercorrere parecchi chilometri a ritroso per rientrare a Serpico, ritennero più opportuno costruire case più vicine, sul sito attuale del Comune. Dal momento che stava effettivamente formandosi un insediamento urbano, anche il feudatario di Serpico decise di costruirvi il palazzo che ospitasse la sua corte, poco al di sotto dell'attuale chiesetta dell'Annunziata, insieme alla chiesa di Santa Maria delle Cristarelle (entrambi gli edifici sono stati distrutti).
Il primo documento ufficiale attestante l'esistenza del Comune di Santo Stefano del Sole risale al 1045, essendo il nome di Santo Stefano del Sole presente in un diploma custodito nell'archivio della chiesa di Santa Sofia (Benevento). Di conseguenza, le prime notizie ufficiali relative alla sua esistenza risalgono all’epoca della dominazione normanna (XI secolo), quando compare in alcune fonti documentarie come feudo della contea di Avellino. Sull'origine del nome non si hanno notizie certe, ma solo supposizioni (che ne spiegano la scelta in ragione della sua posizione geografica). Serpico venne, infine, disabitato nel 1469 a causa della pestilenza che colpì l'intera Europa, e i cittadini superstiti, in parte si stabilirono a valle, formando il nuovo centro di Sorbo Serpico, in parte a Santo Stefano del Sole, incrementando il livello demografico del paese.
Dall'anno 1525 il paese di Santo Stefano del Sole, che fino ad allora era stato sempre unito a quello di Sorbo Serpico, ne fu scisso e venne amministrato da un sindaco autonomo, sotto la giurisdizione del feudatario locale. Inglobato nei possedimenti dei Di Capua, appartenne in seguito alle famiglie Capece e Galeota, che lo tennero fino alla metà del XVI secolo. Venduto ai Gesualdo da Giovanni Luigi Capece Galeota, passò ai Del Sangro nel 1771 e poi alla famiglia Zamaglia, che lo tenne fino al 1806, anno dell'abolizione dei diritti feudali nell'Italia meridionale. Dopo il 1525 non si ha notizie di eventi storici rilevanti, eccetto il grave dramma che lo colpì nel XVIII secolo con il brigante Lorenzo de Feo, detto Laurenziello. Il brigante nacque nel 1774. Assoldato nella banda del Marchese di Santa Lucia di Serino, viene ricordato per i delitti commessi nel territorio comunale il 3 agosto 1809, tra i quali quello del sindaco del paese (in totale si contarono più di 30 vittime e diversi feriti). Venne catturato il 17 novembre 1811, processato e, il 6 maggio 1812, impiccato nell'odierna piazza della Libertà di Avellino (A.M.)

### Simboli
Lo stemma e il gonfalone sono stati concessi con DPR del 24 gennaio 1973.
Stemma
(Art. 1 c. 4 dello Statuto)
Gonfalone
(Art. 1 c. 4 dello Statuto)

## Monumenti e luoghi d'interesse

### Chiesa madre
È sita in Piazza del Sole. Il terreno su cui fu edificata apparteneva al marchese, che lo donò al Comune. Esso fu spianato con un ingente lavoro ed il terreno di riporto dello scavo venne gettato davanti alla chiesa, formando così un terrapieno chiamato "tarreno" o "multarreno o murtarreno", che oggi, dotato di un alto muro di contenimento in pietra, costituisce il piano di calpestio della Piazza del Sole. In esso vennero piantati 4 tigli secolari (piantati in occasione delle vittoriose battaglie napoleoniche durante la campagna italiana), di cui oggi ne restano 3.
La costruzione della sola e grande navata della Chiesa madre avvenne tra il 1600 e il 1605. Nel pavimento, tre lastre di pietra chiudevano l’accesso ad altrettanti sepolcri: il più prossimo all'Altare maggiore era per i defunti appartenenti alla confraternita del S.S. Rosario, quello centrale per i poveri e quello più prossimo all’uscita per i defunti di morte violenta. La crociera, composta da due bracci laterali sormontati da una cupola, venne, invece, costruita circa un secolo dopo, tra il 1716 e il 1719.  La crociera è in stile barocco leggero con finte colonne corinzie.
Nel 1758 fu edificato il muro di contenimento a ridosso della chiesa madre e nel 1760 la chiesa fu dotata di un suo organo, in seguito sostituito. Intorno a quell'anno fu anche completata la cupola, esternamente formata da un muro circolare che poggia su 4 archi, nel quale si aprono 4 finestre a forma ovale. Internamente è decorata con bellissime sculture in stucco eseguite da Gaetano Amoroso, uno scultore napoletano. Sui 4 pilastri troviamo i 4 evangelisti, ovvero (partendo dal crocifisso in ordine antiorario) San Matteo, San Marco, San Luca e San Giovanni. Gli angeli rappresentati simboleggiano la fede (a destra), la speranza (a sinistra). In epoca recente sono stati rimossi i preziosi e suggestivi altari laterali, posizionati sotto ogni tela o statua della navata, rendendola priva e spoglia di tali opere d'arte. Gli unici due altari sopravvissuti sono quelli posizionati nei due bracci della crociera: su quello destro fu collocata la statua di Santo Stefano e su quello sinistro quella di San Vito, dove sono custodite anche le sacre reliquie. La tradizione vuole che le due statue (a mezzo busto) siano state trasportate dall'antico Serpico da parte dei primi Santostefanesi.
Il campanile, con base rettangolare e resto del corpo ottogonale, con 8 finestre ad arco e 2 campane, fu costruito in epoca successiva sulla sinistra della chiesa,.
La Chiesa Madre ospita le spoglie di San Vito, il martire siciliano che subì il martirio il 15 giugno 303. Egli viene festeggiato il 15 giugno e l'ultima domenica di Agosto, in quanto le sacre spoglie furono trasportate da Roma in S.Stefano del Sole l'ultima domenica di Agosto dell'anno 1814. (A.M.)

### La chiesa del Santissimo Sacramento
È adiacente alla Chiesa Madre e fu costruita nel 1836, a seguito del crollo dell'antichissima chiesa di Santa Maria delle Cristarelle, per ospitare la congrega che era stata fondata in essa. La cappella era formata da una sola navata che conteneva tele di gran pregio e valore, nonché statue a busto intero (tra cui il Cristo deposto) e un'abside semicircolare in cui erano incavate 8 nicchie che ospitavano altrettanti antichi mezzi-busti di vari santi. Da essa si può scendere nella cripta della chiesa madre mediante una scala, coperta da una lastra di pietra. Recentemente la sua struttura è stata pesantemente alterata con la creazione di tramezzi e la chiusura del caratteristico abside semicircolare (e muratura delle nicchie) per essere adibita allo svolgimento di varie attività ricreative (A.M.).

### Chiesa di San Giovanni Battista o Immacolata Concezione
La fondazione della Cappella dell'Immacolata Concezione (detta anche di San Giovanni) risale all'anno 1590. Vi è un unico altare, e un gigantesco affresco rappresentante la Vergine con il Bambino. La luce entra attraverso 3 finestre, 2 laterali e una centrale, situata sopra il portone d'ingresso. Nelle due nicchie, a destra e a sinistra dell'altare, vi sono, rispettivamente, la statua dell'Addolorata e del Sacro Cuore. In essa fu istituita la Confraternita del Nome di Gesù e Immacolata Concessione. Alla destra della chiesa è costruito l'Ente Morale San Vito Martire (A.M.).

### Cappella dell'Annunziata
Fu edificata nel 1698 a cura del marchese di S. Stefano in località Piedicasale e ha una forma di parallelogramma e il soffitto a volta. Presenta 2 tribune laterali, usate dai marchesi per assistere alle funzioni religiose (era, in origine, una cappella privata). Era affrescata con pregevoli dipinti ora cancellati dall'incuria e dal tempo. Nella cappella sono presenti le statue dell'Annunziata e del Arcangelo Gabriele. Nel mezzo del pavimento di cotto si notano due botole in pietra, che permettono l’accesso alla cripta sottostante (A.M.).

### Chiesa dell'Angelo
Costruita sulla Collina dell'Angelo, è la chiesa più antica esistente a S. Stefano del Sole; ciò è attestato da una lapide situata a sinistra della chiesa, ove era scritto: "D.O.M. DIE XXV IUNII MARIA ERROGUS XEONA EREXIT SANCTI ANGELI HOC SACELLUM MCXIX", che tradotto in italiano significa: "A Dio Ottimo Massimo, nel giorno 25° di Giugno Maria Errogus eresse a Sant'Angelo (Michele) questo tempio nel 1119 (25 giugno 1119)". Gli altari presenti nella chiesa furono rimossi, così come è stata abbattuta la struttura adiacente, quest'ultima ad opera del reverendo Marcantonio de Feo, il quale sospettò che fosse utilizzata quale luogo d'appuntamenti per fantomatiche sette sataniche. Ciò nonostante, le rovine del luogo conferiscono al luogo un suggestivo aspetto di vetusta antichità. Secondo alcuni, la chiesa si colloca sulla scia delle chiese e cappelle dedicate a San Michele Arcangelo che si snoda lungo l'Appennino centro-meridionale fino alla sua grotta sul Gargano, e sorte dopo la conversione dei Longobardi. Infatti, questo popolo germanico nutriva una particolare venerazione per l'Arcangelo Michele, nel quale ritrovava le virtù guerriere un tempo adorate nel dio germanico Odino.
La struttura della chiesa è costituita da un'unica navata; in essa sono presenti statue e quadri di San Michele Arcangelo, ed un quadro della Madonna di Montevergine.
La chiesa, in piena decadenza, è stata restaurata nel 2000 ad opera dell'Associazione Devoti della Madonna di Lourdes, cui si deve anche la costruzione della Grotta della Madonna di Lourdes, che si colloca nel parco alle spalle della Chiesa. L'Associazione ogni anno, a maggio, organizza un raduno per gli ammalati, cui partecipano ONLUS provenienti da tutta la regione, che trovano conforto nella fede e nella solidarietà umana (A.M.).

### Palazzo baronale
Situato nel mezzo del paese nel 1905 è stato comprato e restaurato dal Comune per essere adibito a sede del municipio. È composto da due piani. Il portone d'ingresso è raggiungibile da una lunga scalinata centrale in pietra e in mattoni. Appartenne prima alla famiglia Lombardo, successivamente ai marchesi Gesualdo ed infine fu acquistato nel 1770 circa dal barone Sabino Zamagna, nobile di Dubrovnik.
Lo stemma comunale, concesso con Decreto del Presidente della Repubblica, è costituito da uno sfondo rosso sul quale campeggia Santo Stefano, vestito di cotta e dalmatica bianche; il Santo è fermo sul terzo di quattro gradini e volge la testa verso un pellegrino vestito di bianco che, posto sull’ultimo gradino, impugna con la mano sinistra un bordone d’oro; tra le due figure, su cui risplende un sole dorato, è raffigurato un cane (A.M.).

### Edifici non più esistenti
Anticamente a S. Stefano del Sole esistevano due monasteri, ora scomparsi (uno dedicato a S. Andrea Apostolo, e uno dedicato a San Pietro, in località San Pietro ad Oglio), una chiesa, distrutta (Santa Maria delle Cristarelle), ed un'altra a Sozze (la chiesa di San Giuseppe, antistante a quella nuova, di cui si vedono perfettamente le rovine, ormai completamente coperta dai rovi che la sovrastano), sostituita da una moderna chiesa a base quadrangolare, con annessi campanile ed oratorio, costruiti in mattoni rossi (A.M.).

### Sorgenti Urciuoli
Da Santo Stefano del Sole partono le sorgenti Urciuoli che arrivano fino a Napoli. Si presume che provengano dal lago invernale detto Dragone, sito in Volturara Irpina, le quali, attraverso una voragine, detta Bocca del Dragone, si infiltrano lentamente nel suolo. Nel 1808, le sorgenti furono vendute ai signori Urciuoli, che 70 anni dopo le rivendettero alla Società dell’Acquedotto di Napoli (A.M.).

## Società

### Evoluzione demografica
Abitanti censiti

### Etnie e minoranze straniere
Al 31 dicembre 2009 nel territorio di Santo Stefano del Sole risultano residenti 92 cittadini stranieri.

### Lingue e dialetti
Accanto alla lingua italiana, nel territorio comunale di Santo Stefano del Sole è in uso il dialetto irpino.

## Amministrazione

### Altre informazioni amministrative
Il comune fa parte della Comunità montana Terminio Cervialto. L'11 maggio 2024 è entrata a far parte dell'associazione nazionale "Paesi più sostenibili d'Italia". Il 2025 è l'anno in cui si celebrano i 500 anni di autonomia del comune di Santo Stefano del Sole con una serie di eventi e un logo creato appositamente per l'occasione.